# Viburnum wrightii
Viburnum wrightii är en desmeknoppsväxtart som beskrevs av Friedrich Anton Wilhelm Miquel. Viburnum wrightii ingår i släktet olvonsläktet, och familjen desmeknoppsväxter. Utöver nominatformen finns också underarten V. w. stipellatum.

## Bildgalleri

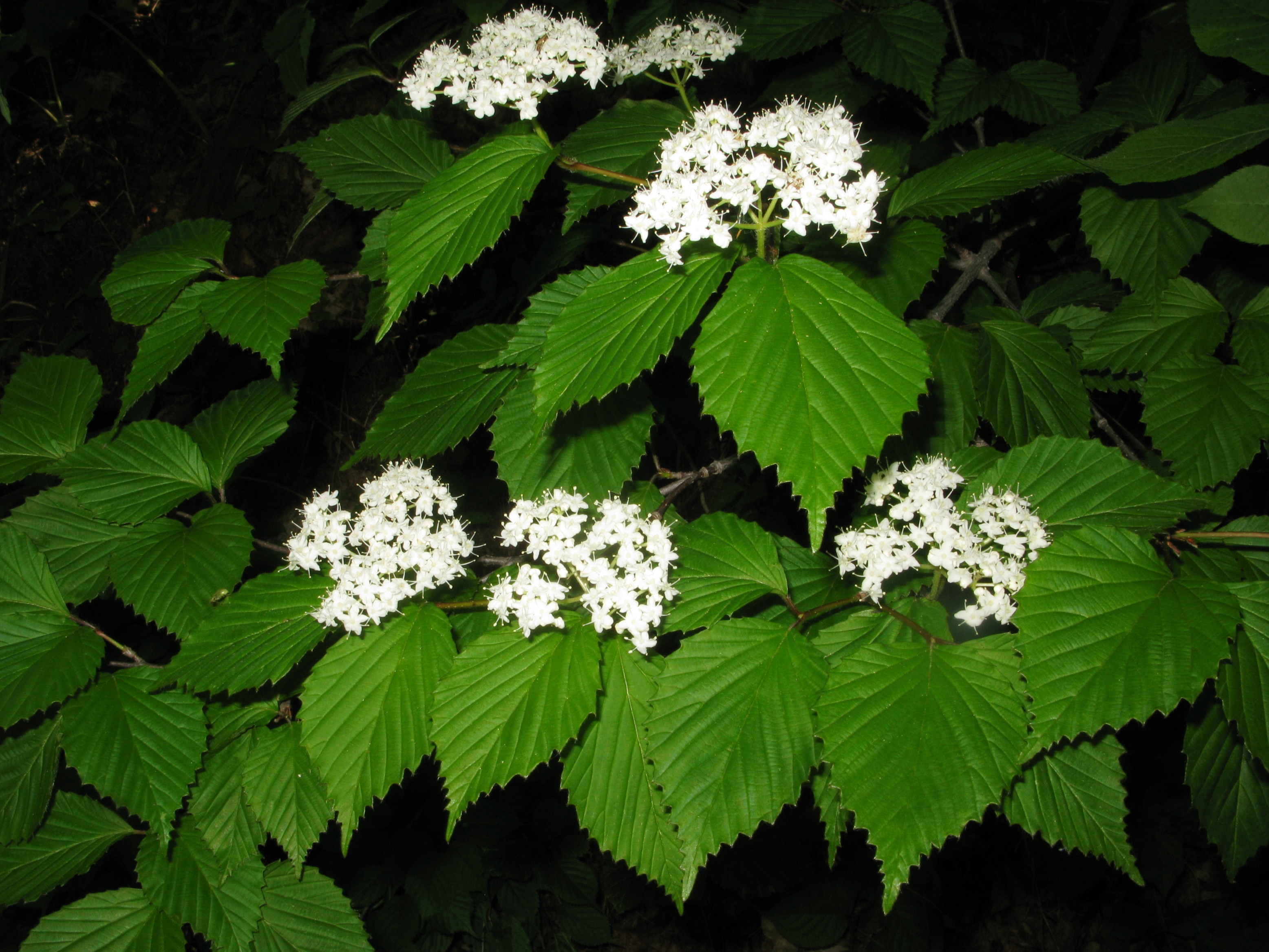
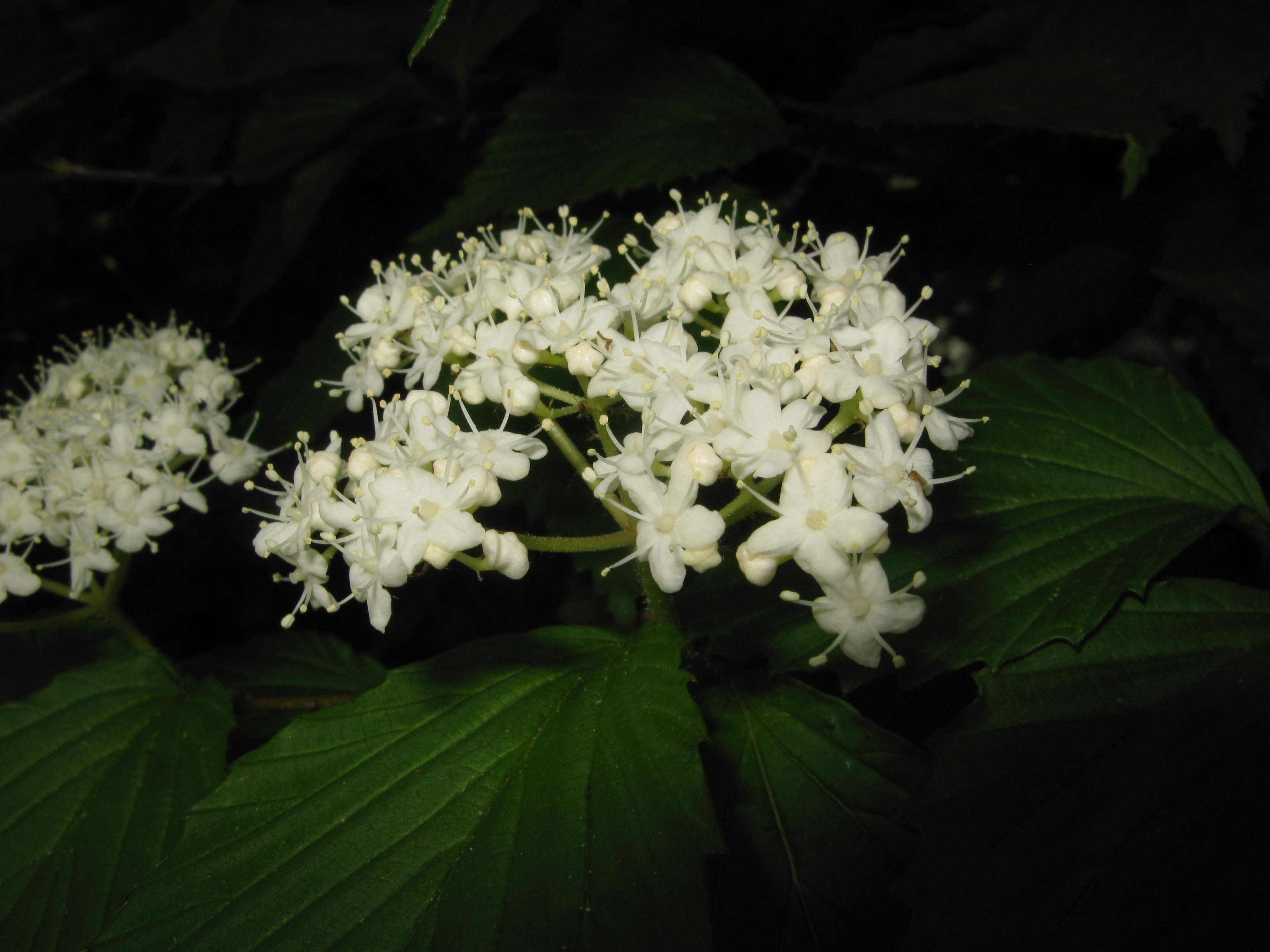
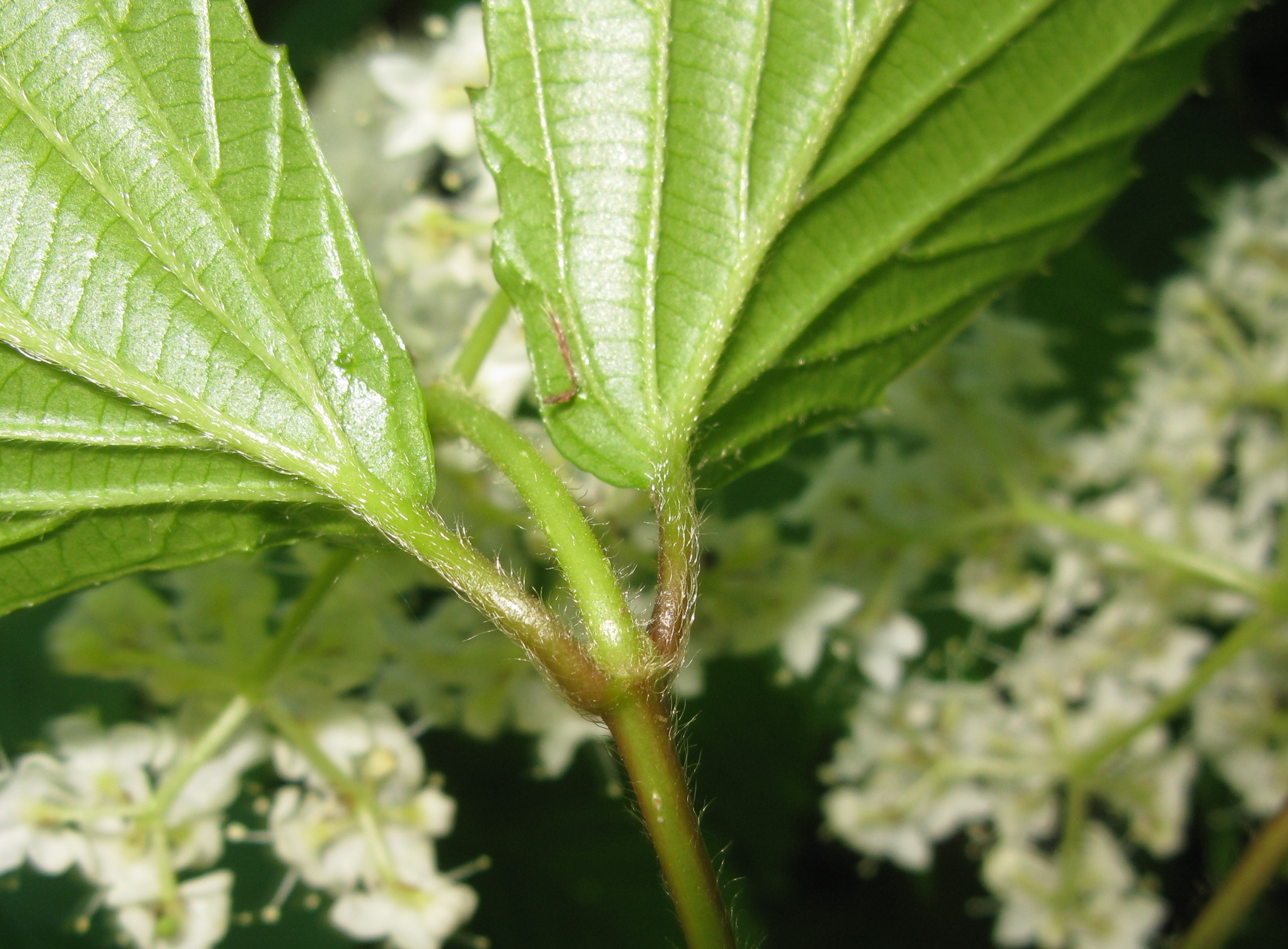
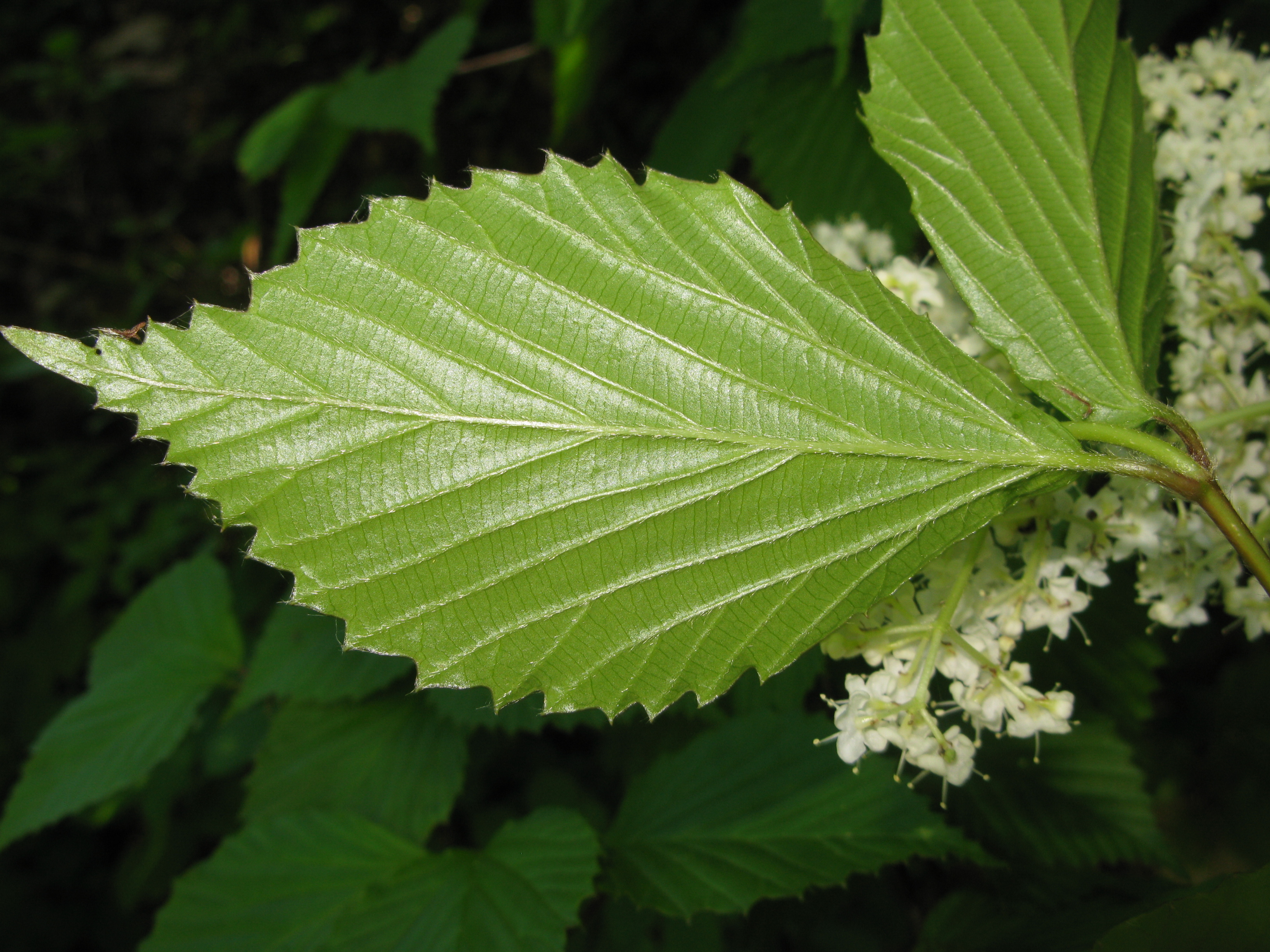